# 生保内口の戦い
生保内口の戦い（おぼないくちのたたかい）は、秋田戦争の戦闘の一部で、慶応4年8月に久保田藩領の生保内（現在の秋田県仙北市田沢湖生保内）へ盛岡藩が攻め込むことで発生した戦闘である。

## 経緯
慶応4年7月4日（新暦1868年8月21日）に久保田藩士は仙台藩士が宿泊している旅館を襲撃、仙台藩士を斬殺し、その首を五丁目橋のたもとにさらした。この事件により秋田戦争は始まった。事件を受けて、生保内口から仙台藩兵600名が報復として攻め込むという噂が流れた。このため、7月13日（新暦8月30日）に角館佐竹北家の兵士20名が国見峠付近の源治郎台に派遣されて警戒にあたった。久保田軍は見渡しの嶮付近500mに渡り大木を切り倒し通行を遮断した。
その後、盛岡藩は久保田藩領の北部に攻め込んでいる。久保田藩南部には庄内藩や仙台藩が攻め込んでおり、盛岡藩はさらに久保田藩中部の生保内に攻め込み久保田藩兵を挟み撃ちにしようと、庄内藩と連絡を取り合っていた。
盛岡藩は7月22日（新暦9月8日）に生保内攻撃を決定、8月21日（新暦10月6日）に橋場村に兵力を集結し、生保内口攻撃を決行した。ただ、北部戦線での久保田藩の抵抗のため、200名程度の兵士が北部戦線に引き抜かれ、大葛鉱山への攻撃に転用されていた。これが生保内口の戦いに影響を及ぼした。
生保内御番所関守の高階囚獄はひそかに盛岡藩の情勢を探り、雫石付近に大勢の兵士が集結していることを知った。このため高階は久保田藩に増援を要求、8月16日に角館佐竹北家の兵士25名と足軽5名が生保内に到着した。久保田藩は長百姓の子息で構成された新組足軽20名を組織、生保内から約4km峠に入った葭谷地（よしやち）という場所に陣地を構築した。さらに、足軽1名を見張り番として新組足軽4名を加え、葭谷地から源治郎台の陣地に交代で警備にあたった。8月20日、久保田藩は80名の応援部隊を角館から生保内に派遣した。
8月21日、源治郎台の足軽兵は盛岡兵の攻撃を受けて、防ぎきれず番屋に火をつけて葭谷地に撤退した。源治郎台が占領されたため、久保田藩は柳台に台場を作り兵士15名を配置した。8月24日、柳台に盛岡兵の攻撃があったが久保田側はこれを撃退した。8月27日に盛岡藩の家老野々村真澄が橋場村に到着した。野々村は兵力500名余を二手に分け、一隊を野々村が指揮をとり国見峠から間道を進み、他の一隊はお目付役の毛馬内柞太郎が指揮をして本街道を進み生保内を挟撃しようとした。作戦決行は8月28日であった。両部隊は8月28日午前4時、国見峠のヒヤ潟の陣屋を出発した。
本道を進んだ一隊は、大木が切り倒されていて、道を横切ることができず、いたずらに柳台の台場を威嚇射撃するにとどまった。間道を進んだ一隊は、午後4時に生保内を眼下に見下ろす雨滝峠に到着、一気に下って柳沢に本陣を構築、直ちに攻撃を開始した。7〜8名の斥候の一隊は八幡堂林を占拠した。生保内陣地はこの八幡堂林の西わずか300mの高階囚獄宅にあった。生保内本陣には約150名の兵士がいて、発砲を聞き急いで出陣した。このとき、八幡堂林付近にいた盛岡藩の斥候2名が狙撃され戦死している。久保田兵は3方から反撃し八幡堂林を奪還、その後一進一退の交戦が続くが、日暮れとなり盛岡兵は柳沢に兵を引いた。久保田藩は夜襲を警戒し、武蔵野に陣営を張り警戒に当たった。翌29日の午前5時に戦闘が再び始まった。久保田側は盛岡兵を武蔵野に引き寄せ3方から攻撃しようとする作戦である。午前10時ごろ、横堰林を進んだ渋江隊は50mほどの近距離から銃撃を受け後退を始めた。それを受けて盛岡兵は松林の中を進撃してきた。このとき、3方に布陣していた久保田兵は一斉射撃を開始、不意に3方から攻撃を受けた盛岡兵は混乱に陥り後退を始めた。
盛岡兵はこれ以上の戦いは不利と判断し、残っている食料を焼き捨て雨岳を越えてヒヤ潟の陣地に帰陣した。本道筋を進んでいた兵士もヒヤ潟に帰り30日に橋場村に帰った。
この戦闘での戦死者は久保田側が3名、盛岡側が2名であった。

## その後
この戦闘の後、久保田藩側は生保内の各陣地を増強している。
久保田藩と盛岡藩の北部戦線での戦闘は9月21日に正式に終了している。しかし9月23日、盛岡藩追討を命じられた久保田兵は、9月28日に国見峠や板橋村周辺で盛岡藩と戦闘行為になった。この戦闘では、久保田側は2名の戦死者を出し、盛岡側は2名が斬殺され、さらに9名が死んでいる。
また、御名寺村で久保田藩側の兵士2名が軍律を犯したということで切腹の処分を受けている。